# Maasstroom (schip, 1923)
De sleepboot Maasstroom werd in 1923 als stoomsleepboot Emenentia gebouwd. 
Het is niet bekend wanneer de stoomaandrijving is vervangen door een dieselmotor. Het varend monument vaart sinds 2015 op Gas-To-Liquids (GTL).
De sleepboot heeft een roemrucht verleden als smokkelboot van Nederland naar België en omgekeerd. Maar tegenwoordig is die periode afgesloten en de boot is nu bekend als de boot van Sinterklaas in Mook.

## Liggers Scheepmetingsdienst[2]
| Meetnummer  | District en volgnr. | Meetdatum      | Meetplaats | Lengte [m] | Breedte [m] | Inzinking [m] | Waterverplaatsing [ton] | Naam       | Eigenaar | Domicilie |
| ----------- | ------------------- | -------------- | ---------- | ---------- | ----------- | ------------- | ----------------------- | ---------- | -------- | --------- |
| LG9625B     |                     |                |            |            |             |               |                         |            |          |           |
| R22337N     | Rotterdam 22337     | 5 oktober 1956 | Maasbracht | 15 m 16 cm | 3 m 73 cm   | 1 m 06 cm     | 5,115 ton               | MARNET     | -        |           |
| Andere naam |                     |                |            |            |             |               |                         | HENRIETTE  |          |           |
| Andere naam |                     |                |            |            |             |               |                         | PHILOMENA  |          |           |
| RN3853      | Rotterdam 3853      | 20 juni 1984   | –          | 15 m 05 cm | 3 m 53 cm   | 1 m 08 cm     | 5,757 ton               | MAASSTROOM | -        | -         |